# Junki Yokono
Junki Yokono (横野 純貴 Yokono Junki?, nacido el 7 de octubre de 1989 en Kitahiroshima, Hokkaidō) es un futbolista japonés que se desempeña como delantero.

## Trayectoria

### Clubes
| Club                | País      | Año         |
| ------------------- | --------- | ----------- |
| Consadole Sapporo   | Japón     | 2008 - 2013 |
| Zweigen Kanazawa    | Japón     | 2012        |
| Khonkaen FC         | Tailandia | 2014        |
| Fukushima United FC | Japón     | 2015        |
| Bangkok FC          | Tailandia | 2016        |
| ReinMeer Aomori     | Japón     | 2017        |
| Nara Club           | Japón     | 2018 -      |

## Estadística de carrera

### J. League
| Club                | Año   | J. League | J. League | Copa J. League | Copa J. League | Total | Total |
| Club                | Año   | Part.     | Goles     | Part.          | Goles          | Part. | Goles |
| ------------------- | ----- | --------- | --------- | -------------- | -------------- | ----- | ----- |
| Consadole Sapporo   | 2008  | 1         | 0         | 0              | 0              | 1     | 0     |
| Consadole Sapporo   | 2009  | 5         | 0         | -              | -              | 5     | 0     |
| Consadole Sapporo   | 2010  | 10        | 0         | -              | -              | 10    | 0     |
| Consadole Sapporo   | 2011  | 14        | 4         | -              | -              | 14    | 4     |
| Consadole Sapporo   | 2012  | 1         | 0         | 0              | 0              | 1     | 0     |
| Consadole Sapporo   | 2013  | 8         | 3         | -              | -              | 8     | 3     |
| Fukushima United FC | 2015  | 26        | 1         | -              | -              | 26    | 1     |
| Total               | Total | 65        | 8         | 0              | 0              | 65    | 8     |